# Jean-Henri Humbert
Jean-Henri Humbert (Parigi, 24 gennaio 1887 – Bazemont, 20 ottobre 1967) è stato un esploratore e botanico francese.
È stato uno dei botanici più attivi in Madagascar, che visitò in tutto 10 volte. Il suo primo viaggio risale al settembre del 1912 in compagnia di René Viguier; in seguito ritornò nel 1924 con Henry Perrier de la Bâthie e nel 1928 con C. F. Swingle.
I suoi lavori intitolati Les Composées de Madagascar ("Le Composite del Madagascar"), del 1923 e Destruction d'une flore insulaire par le feu ("Distruzione di una flora insulare a causa del fuoco"), del 1927 gli valsero due distinzioni dell'Académie des sciences.
Si rese conto dell'importanza di preservare le ricchezze biologiche della grande isola, e si impegnò molto per far approvare un decreto del 1927 che pose sotto tutela dieci siti naturalistici del Madagascar.
Tra il 1933 e il 1938 esplorò più volte il Madagascar e l'Africa meridionale.
Nel 1938, succedendo ad Henri Lecompte, divenne il capo del dipartimento di Fanerogamia del Muséum national d'histoire naturelle di Parigi, e responsabile dell'Erbario; coprirà questa carica fino al 1957.
Dal 1938 al 1945 fu Presidente della Società Botanica di Francia.
Dopo la Seconda guerra mondiale, e fino al 1960, effettuò altre cinque esplorazioni del Madagascar. Visitò inoltre le regioni d'alta montagna dell'Africa orientale, delle Ande, della Grecia e delle isole Canarie.
Nella sua vita ha descritto 551 specie di piante, ed in suo onore 8 generi, appartenenti a 7 famiglie diverse, portano il suo nome (Humbertacalia, Humbertina, Humbertia, Humbertochloa, Humbertianthus, Humbertiella, Humbertioturraea, Humbertiodendron).

## Alcune opere
- Les Composées de Madagascar (imprimerie E. Lanier, Caen, 1923).
- Végétation du Grand Atlas Marocain oriental. Exploration botanique de l'Ari Ayachi (Alger, 1924).
- La Disparition des forêts à Madagascar (G. Doin, Paris, 1927).